# Krap
Slægten Krap (Rubia) er udbredt med ca. 60 arter i Sydeuropa og Østasien. Det er stauder med en ranglet, klatrende vækstform og kransstillede blade. Stænglerne er firkantede og forsynet med krogformede børster. De 4-tallige, gulrøde blomster sidder samlet i skærmagtige stande. Her omtales kun den ene art, som har været brugt ved farvning af tøj og til fremstilling af pigment til maleriet, først og fremmest den røde kraplak.
| Beskrevne arter |

- Farvekrap (Rubia tinctorum)

| Andre arter |

- Rubia akane
- Rubia cordifolia
- Rubia fruticosa
- Rubia peregrina
- Rubia sikkimensis